# Инцидент 26 февраля
Путч молодых офицеров (Инцидент 26 февраля, Мятеж 26 февраля; яп. 二·二六事件 — Ни-нироку дзикэн) — попытка государственного переворота в Японии, предпринятая в феврале 1936 года приверженцами национал-социализма в японской армии. Идеологом путча был Икки Кита, программная работа которого, под названием «План реконструкции», сподвигла военных на мятеж.
Выступление организовали молодые офицеры-патриоты, которые были убеждены в том, что побороть в стране политическую коррупцию и крайнюю бедность сельского населения можно лишь путём устранения ряда ведущих политиков, которых они считали виновными в создавшемся в ходе Великой депрессии тяжёлом положении в стране. Они выступили под лозунгами Реставрации Сёва (昭和維新, по аналогии с Реставрацией Мэйдзи) и девизом «Сонно токан» (尊皇討奸, «уважай Императора, свергни зло»).
Путч начался рано утром 26 февраля 1936 года. На стороне мятежников выступили от 1483 до 1500 солдат японской армии. В основном это были 1-й, 3-й пехотные полки и 7-й артиллерийский полк Первой дивизии Императорской армии Японии и 3-й пехотный полк Императорской гвардии.
Мятежникам удалось захватить центр Токио, включая здания Парламента, Министерства внутренних дел и Министерства обороны, и убить нескольких влиятельных политических лидеров. Они также попытались захватить резиденцию премьер-министра и императорский дворец, но столкнулись с сопротивлением Императорской гвардии.
Несмотря на их заявления о полной поддержке императорской власти, император Сёва резко осудил их действия, признав их незаконными. Деморализованные мятежники сдались правительственным войскам 29 февраля 1936 года. Некоторые восставшие офицеры, в том числе и лидер мятежа, покончили с собой. 19 руководителей путча были казнены.

## История

### Предыстория
В начале XX века среди японских военных набирают популярность идеи государственного социализма, в частности — работы политического философа и мыслителя Икки Кита. Его идеи Реставрации Сёва, изложенные в произведении «План реконструкции Японии», побудили ряд молодых офицеров, в частности Сиро Нонака, Киёсада Кода, Такадзи Муранака, Тэрудзо Андо, Асаити Исоба, Ясухидэ Курихара и других задуматься над немедленным решением важных социальных проблем: политической коррупции, деятельности дзайбацу и экономических последствий Великой депрессии.
В то же время высшее руководство армии и правительства отнеслось к этому движению крайне враждебно. За активными его членами был установлен надзор военной полиции, что в свою очередь усилило напряженность между молодыми офицерами и высшим руководством. После инцидента в военной академии 1934 г. и случившегося в 1932 г. инцидента 15 мая, во время которого был убит премьер-министр Инукаи Цуёси, ряд радикально настроенных офицеров были уволены из армии, в частности Такадзи Муранака и Асаити Исоба.
Обеспокоенный антиправительственными настроениями офицеров Первой дивизии, генштаб Императорской армии Японии решил передислоцировать её из Токио в Маньчжурию. Но это лишь подтолкнуло заговорщиков ускорить подготовку к перевороту.

### Проскрипционные списки
Повстанцами был составлен список политиков, которых планировалось убить. Он состоял из двух частей: основные цели и второстепенные. Первый вариант списка был составлен Исобэ Асаити и Муранака Такадзи. 21 февраля они показали его капитану Ямагути Ититаро. После дебатов из него были исключены имена Сайондзи Киммоти и Хаяси Сэндзюро. 22 февраля было решено атаковать только основные цели и в основной список дополнительно был включен Ватанабэ Дзётаро.
| № | Портрет | Имя                         | Должность                                          | Результат атаки |
| - | ------- | --------------------------- | -------------------------------------------------- | --- |
| 1 |         | Окада Кэйсукэ 岡田 啓介     | Премьер-министр Японии                             | 26 февраля отряд повстанцев атаковал резиденцию премьер-министра. Во время боя повстанцы по ошибке застрелили его зятя, полковника Мацуо Дендзо. Самому же Окаде удалось спрятаться, а на следующий день переодетым сбежать из резиденции. Во время нападения были убиты четверо полицейских, которые пытались остановить нападавших.                                           |
| 2 |         | Такахаси Корэкиё 高橋是清   | Министр финансов                                   | 26 февраля отряд повстанцев под руководством старшего лейтенанта Накахаси Мотоаки и младшего лейтенанта Накадзимы Кандзи атаковал частную резиденцию Такахаси в районе Акасаки. Во время нападения он был убит, а полицейский Тамаки Хидэо был тяжело ранен. |
| 3 |         | Сайто Макото 斎藤 実        | Министр — хранитель печати                         | 26 февраля отряд повстанцев под руководством старшего лейтенанта Сакаи Наосэ, младших лейтенантов Такахаси Таро, Мугия Киёсуми и Ясуды Ютаки атаковал частную резиденцию Сайто в районе Ёцуя. Во время нападения Сайто Макото был застрелен. Кроме Сайто, во время нападения никто не погиб.                                                                                    |
| 4 |         | Судзуки Кантаро 鈴木貫太郎  | бывший начальник Генерального штаба флота, адмирал | 26 февраля отряд повстанцев под руководством капитана Андо Тэрудзо атаковал частную резиденцию Судзуки в районе Кадзи. Во время нападения Судзуки Кантаро был тяжело ранен, но повстанцы, уступив мольбам жены Судзуки, не стали его добивать. Судзуки после ранения выжил, но пуля покушавшегося оставалась в нём до конца жизни и была обнаружена лишь при кремации его тела. |
| 5 |         | Ватанабэ Дзётаро 渡辺錠太郎 | Инспектор по военному обучению                     | Такахаси Таро и Ясуда Ютака, после атаки на резиденцию Сайто, направили свои подразделения в резиденции Ватанабэ в районе Огикубо, где столкнулись с сопротивлением подразделения военной полиции района Усигомэ. Во время боя Ватанабэ Дзётаро был застрелен нападающими. |
| 6 |         | Макино Нобуаки 牧野伸顕     | Бывший министр — хранитель печати                  | Капитан Коно Хисаси вместе с 8 мятежниками атаковали отель Итоя в районе Югавара, где остановился Макино. Но, благодаря сопротивлению полицейского Минагавы Ёситаки, ему удалось бежать. |

В список неатакованных второстепенных «целей» входили:
- министр двора Гото Фумио;
- председатель Тайного совета Итики Китокуро[англ.];
- член Палаты пэров, бывший губернатор Тайваня Идзава Такио[англ.];
- глава концерна «Мицуи» Мицуи Хатирёмон[англ.];
- исполнительный директор этого же концерна Икэда Сигэаки[англ.];
- глава концерна (дзайбацу) «Мицубиси» Ивасаки Коята[швед.].

### 26 февраля
Всего в путче участвовало 22 офицера и свыше 1400 унтер-офицеров и солдат. Восстание началось 26 февраля рано утром. В это же время младший лейтенант Цунэо Ито принёс послание от мятежников к генералу Сигэру Хондзё: «Около 500 офицеров и солдат больше не могут сдерживать себя и начали действовать». Получив сообщение, Хондзё вместе с командиром военной полиции Рокуро Ваном и генерал-майором Тэцудзо Накадзимой отправился к императорскому дворцу.

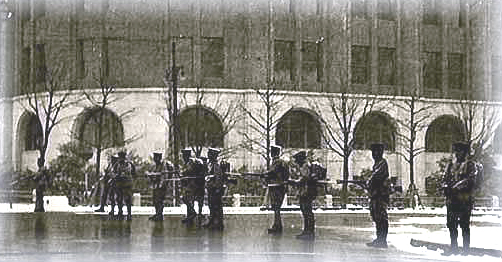
Войска на улицах Токио во время путча

Около 5:20 утра глава секретариата министра — хранителя печати Коити Кидо вызвал генерала Кадзуо Огури, секретаря Сайондзи Киммоти Харада Кума и председателя верхней палаты Парламента Фумимаро Коноэ. Затем, встретившись в императорском дворце с председателем Управления Императорского двора Курахэй Юаса и вице-командующим Тадатака Хирохатой, доложил о случившемся императору Сёва.
Лидеры путчистов капитан Киёсада Кода, Муранака Такадзи и Асаити Исоба посетили резиденцию министра армии Ёсиюки Кавасэ и передали ему манифест с требованиями восставших.
В 9:00 утра министр армии Кавасима получил аудиенцию у императора, на которой зачитал манифест путчистов. Император приказал ему немедленно подавить восстание.
Во второй половине дня в Императорском дворце состоялись неофициальные сборы Высшего Военного Совета. Как результат от имени Ёсиюки Кавасэ было обнародовано заявление, где содержался призыв разрешить инцидент без кровопролития.
В 15:00 главнокомандующий Силами обороны Токио генерал-лейтенант Кохэй Кассии объявил военное положение в Токио.
Поскольку премьер-министр Окада Кэйсукэ скрывался и его местонахождение было неизвестно, в 21:00, на чрезвычайном заседании Кабинета министров исполняющим обязанности премьер-министра был назначен Фумио Гото. В это же время высшее военное командование встретилось с членами Высшего Военного Совета.

### Реакция военных кругов
Путч привёл в полную растерянность высшие круги армии, для которых он оказался совершенно неожиданным. Поэтому первоначально реакция высших армейских кругов была растерянной и двойственной. Поначалу некоторые из них даже проявили желание включиться в мятеж. Военный министр Кавасима фактически поддержал мятеж, распространив по всей армии воззвание мятежников, в котором они излагали причины, побудившие их к выступлению. Высшие военные чины встретились с главарями мятежников и всячески хвалили их за затеянное ими «грандиозное дело».
Сразу же после начала мятежа был издан приказ о введении военного положения, при этом отряд мятежников был включён в войска, осуществлявшие контроль за введением военного положения в занятом ими районе.
Что же касается флота, то его реакция с самого начала была сугубо отрицательной. Флот, всегда противостоявший армии, сконцентрировал в Токийском заливе Объединенную эскадру, что явилось серьёзным предупреждением армейским мятежникам.

### Реакция экономических и политических кругов
Политические и финансовые круги Японии не проявили никакого желания поддержать мятежников. При этом был наложен запрет на публикацию любой информации, касавшуюся происходивших событий. Газеты, не вдаваясь в подробности, лишь сообщили о закрытии бирж, радио также хранило молчание.
В связи с путчем временно замерла вся политическая и экономическая деятельность. С 26 февраля были прекращены все операции на фондовой и товарной биржах, приостановлены расчётные операции, закрыта расчётная палата в Токио. В результате были лишены возможности осуществлять свои функции официальная резиденция премьер-министра, военное министерство, Генеральный штаб, главное полицейское управление и ряд других государственных учреждений, находившихся в районе, занятом мятежниками.

### Реакция императорского дворца
В императорском дворце узнали о восстании примерно в 05:00, когда капитан Ититаро Ямагути, сторонник путчистов и дежурный офицер 1-го пехотного полка, сообщил о нём своему тестю генералу Сигэру Хондзё, главному адъютанту и члену Императорского совета. Хондзё затем связался со своими подчинёнными и начальником военной полиции и направился во дворец. Сам император узнал о происшествии в 05:40 и встретился с Хондзё вскоре после 06:00. Сначала он сказал, что с инцидентом надо покончить, не указав, однако, как именно.
Однако когда члены императорского совета узнали об убийствах мятежниками нескольких министров и тяжёлом ранении близкого к императорскому двору тайного советника Судзуки, их реакция была самой жёсткой. Они дали императору единодушный совет подавить мятеж, указав при этом, что и речи не может быть об отставке правительства, так как это, по их мнению, могло лишь поощрить мятежников. Услышав такие рекомендации, император Хирохито занял самую твёрдую позицию к военному путчу.

### 27 февраля
Утром 27 февраля был назначен военный комендант Токио. Власти призвали мятежников немедленно вернуться в казармы и сдать оружие. Им был выдвинут ультиматум, срок которого истекал 28 февраля в 8 утра. Однако мятежники отказались сдаться.

### 28 февраля
Утром 28 февраля верные правительству войска подошли к зданию парламента. Через коменданта города мятежникам было объявлено обращение императора. В нём говорилось: «Сообщаю унтер-офицерам и солдатам, что ещё не поздно вернуться в казармы. Те же, кто, несмотря на это, оказывает сопротивление, являются мятежниками и будут расстреляны. Ваши отцы, матери и сыновья плачут, потому что вы стали предателями страны».
Многие солдаты, участвовавшие в мятеже, приняли участие в нём лишь по приказу своих непосредственных командиров. Когда они узнали, что они не защищали дело императора и что император назвал их мятежниками, то начали сдаваться. Солдат отправили в казармы под арест. Офицеры же были разоружены и помещены в тюрьму строгого режима.
Руководитель мятежа капитан Нонака, а также офицер Коно не стали сдаваться и покончили жизнь самоубийством.

## Репрессии
За участие в мятеже 17 офицеров и двое гражданских лиц, одним из которых был Икки Кита, были преданы суду. Все они были приговорены к смерти и повешены на площади Ёёги в Токио 19 августа 1937 года. Поддержавшие мятежников 7 членов высшего военного совета, в том числе Араки, Мадзаки, Хаяси и Абэ, были вынуждены уйти в отставку и покинуть воинскую службу.

## Последствия
Хотя выступление радикально настроенных младших офицеров было подавлено и зачинщики мятежа были сурово наказаны, путч в конечном счете привел к значительному усилению влияния армии, которая стала определять всю политическую жизнь в Японии.

## В культуре
События путча находят свой отклик в новелле «Патриотизм» японского писателя Юкио Мисимы.